# Fíngen mac Domnaill Guit
Fíngen mac Domnaill Guit  Mac Carthaig  dit Fíngen de Rinrone  (mort le 29 septembre 1261) membre de la famille Mac Carthaigh roi de Desmond de 1252 à sa mort

## Biographie
Fíngen ou Fíghnin Mac Cairthaig fils aîné de Domnall Gott mac Domnaill lui succède après sa mort. De 1258 à 1260, il livre une guerre acharnée aux Anglais dans la province de Desmond, et remporte sur eux de grands avantages. En 1260, William de Dene, Lord Justiciar d'Irlande (1260-1261), secondé par la famille FitzGerald, fait de grands préparatifs contre Fingen et ses frères, et vient leur livrer la Bataille de Callann (en). Lors de ce combat sanglant les Mac-Cairthaigh firent tomber sous leurs coups John FitzThomas de Shanid († 1261), fils de Thomas FitzGerald, sénéchal de Munster et fondateur du monastère de Tralee, Maurice, son fils, huit barons, 25 chevaliers et de nombreux écuyers et combattants, Pour tirer le meilleur partie de cette victoire selon les Annales d'Innisfallen , les Mac Carthaig  détruisent et rasent les châteaux de Dun-Mac-Tomon, Dun-Innse Dun, Cuan-Dor, Dun-Agall, Dun-Doide, Dun-ur long, Mochrama, Uirgeoll, Dun-na-Mharc, Dun-Agoill, Dun-Loe, Cill-Forgla et tous les autres qui se trouvaient dans le district de Conall-Gabhra, passant au fil de l'épée la plupart des garnisons anglaises qui s'y trouvaient. Après cela les régions de l'ouest du comté de Cork et du sud du comté de Kerry retournent sous la souveraineté des Mac Carthaig
Encouragés par des succès aussi éclatants, Fingen Mac Carthaig, lève, en 1261, une grande armée d'Hommes du Desmond et marche pour brûler Rinn-Róin, un territoire du Kinsale, possédé par Miles de Courcy. Son refus d'accepter les services d'un certain capitaine Cogan lui est funeste, car ce dernier et ses alliés se joignent à l'armée de de Courcy, et font pencher l'issue du combat en sa faveur. Ils remportent une victoire  décisive sur les Hommes du Desmond, le jeudi après la fête de Saint-Michel, Fíngen y est tué avec nombre de chefs du Munster. Il ne laisse pas de postérité et son frère cadet Cormac mac Domnaill Guit lui succède .

## Sources
- Anthony Stokvis, préf. H. F. Wijnman, Manuel d'histoire, de généalogie et de chronologie de tous les états du globe, depuis les temps les plus reculés jusqu'à nos jours, Leyde, éditions Brill, 1889 réédition 1966, Volume II  Chapitre  II.Monomie [Munha, Munster], § 3 Des-Munha [Desmond] p. 259 :  Généalogie des rois de Desmond . Tableau généalogique Tableau n° 24 p. 263.
- (en) Clare Downham, Medieval Ireland, Cambridge, Cambridge University Press, 2018 (ISBN 9781906716066)
- (en) Goddard Henry Orpen (Introduction de Seán Duffy), Ireland under the Normands 1169-1333, vol. III, Dublin, Four Courts Press (réédition), 2005, 633 p. (ISBN 9781846828188), p. 360 Appendix III The Mac Carthys of Desmond